# Gótico tardío

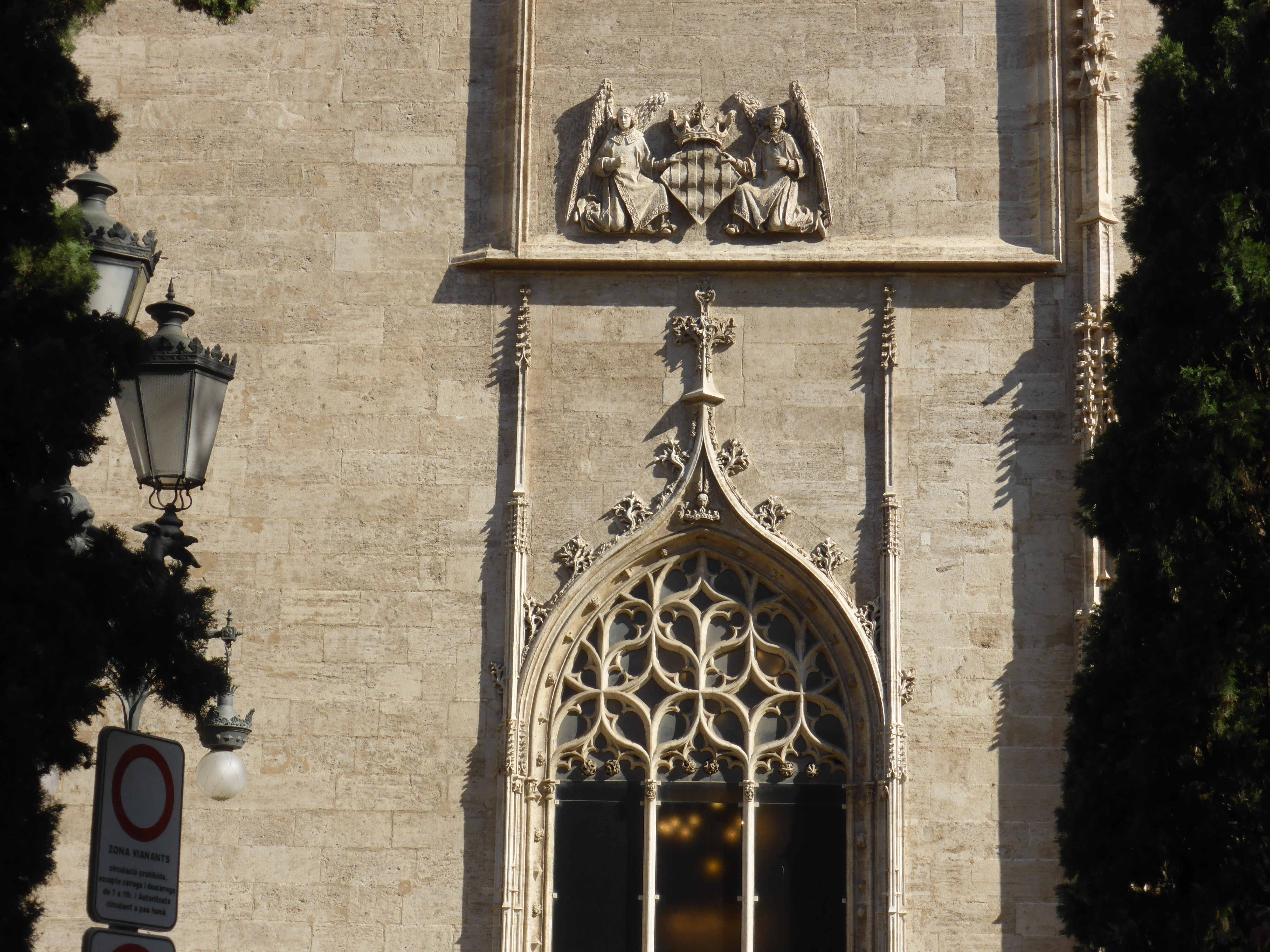
Lonja de la Seda, de Valencia. Gótico civil de los siglos y.

Gótico tardío o gótico final son denominaciones de la historiografía del arte para designar al periodo final del arte gótico, correspondiente al siglo XV, y en algunos países prolongado hasta el siglo XVI.
En este periodo, la arquitectura gótica pierde su papel básico de aglutinador de las artes y pasa a ser menos protagonista[cita requerida]. Desde el siglo XIII las experiencias arquitectónicas se destinan principalmente al campo de la decoración. Los característicos calados asimétricos, de formas retorcidas inspiradas en redes de elementos vegetales, similares a las llamas, llevaron al historiador francés Arcisse de Caumont a acuñar para esta fase el término flamboyant ("flamígero" -gótico flamígero-). También se usa de forma similar el término gótico florido, aunque esta nomenclatura es de equívoca aplicación.
Como término equivalente para esta fase del gótico se emplea la expresión "gótico barroco" por los autores que aplican la teoría de la evolución de los estilos al gótico como cuerpo unitario; del mismo modo que se identifica el gótico inicial como "gótico arcaico", el gótico pleno como "gótico clásico" y el gótico radiante como "gótico manierista"; pero estas denominaciones no alcanzan mucho uso.
La evolución del gótico no siguió una misma pauta en todos los países europeos, sino que tuvo variaciones regionales muy distintas: mientras que en Italia el siglo XV (Quattrocento) es el de la imposición de los modelos clásicos grecorromanos del Renacimiento italiano, y al norte de los Alpes (reino de Francia, Estado Borgoñón, Sacro Imperio) se continúa el denominado "gótico internacional" (también se utilizan las etiquetas "gótico cortés" y "estilo dulce" -style adouci, weicher Stil-), en el reino de Inglaterra y en los reinos cristianos peninsulares se construyeron estilos con un marcado carácter "proto-nacional" cuyos rasgos diferenciadores fueron sustancialmente los elementos decorativos.
Thomas Rickman acuñó en 1817 el término "gótico perpendicular" para aplicárselo a las creaciones arquitectónicas inglesas entre 1350 y 1500, caracterizadas por la bóveda de abanico y su marcada linealidad, frente al sentido de altura del gótico centroeuropeo. Se trataría de la más típica creación inglesa, hasta el punto que se llegado a caracterizarlo como un opus anglicanum, opuesto radicalmente al opus francigenum. El estilo Tudor prolongó estas formas durante todo el siglo XVI.
Para la Corona de Castilla Émil Bertaux acuñó en 1911 el término "gótico isabelino", por la influencia como mecenas de las artes de Isabel I de Castilla. El éxito de la denominación no careció de críticas y denominaciones alternativas, como la de "gótico fernandino" (en relación con Fernando el Católico, su esposo y rey de la Corona de Aragón), o la denominación combinada: "estilo Reyes Católicos". José María de Azcárate propuso la etiqueta "hispano-flamenco", que aludía a la confluencia de rasgos locales, de origen mudéjar, con rasgos provenientes del arte flamenco. Para el reino de Portugal, la denominación "estilo manuelino", mucho más recargado que el isabelino, con decoraciones de motivos vegetales y náuticos (en referencia a los descubrimientos que habían convertido al reino en una potencia), se debe al reinado de Manuel I (1490-1520).

## Arquitectura: Elementos formales
La decoración se centra ahora en las tracerías, que decoran los muros con redes vegetales. Las ventanas se cierran con tracerías cada vez más complicadas, como auténticos tapices, dando el aspecto de una obra de orfebrería. Se usan muchos más materiales que sólo la piedra, materiales que fingen ser otros, como yesos, maderas, estucos, etc., que son más baratos y más ligeros, a la hora de ser colocados, por ejemplo, como remates en las claves de las bóvedas.

### Bóveda

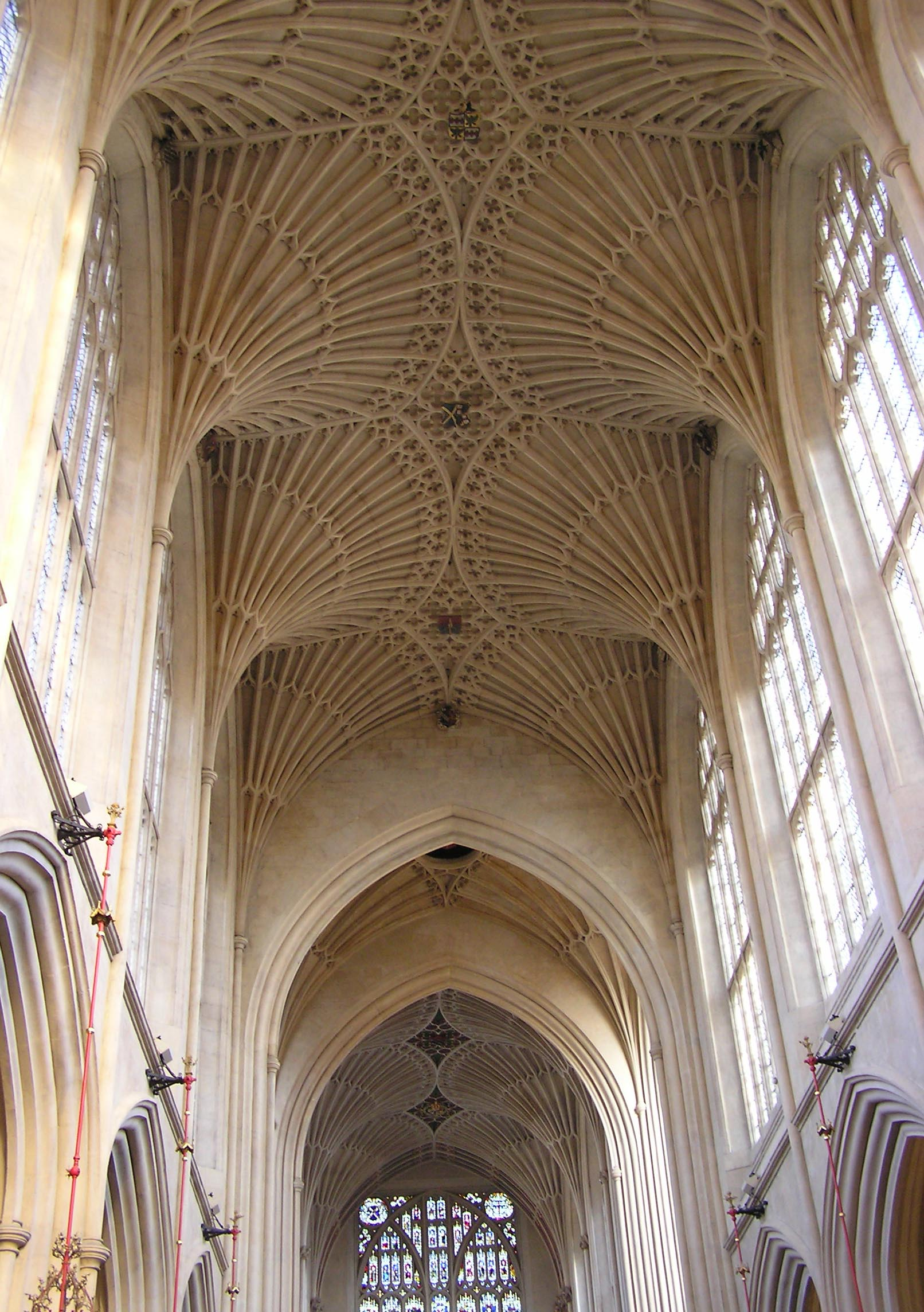
Bóvedas de abanico en la abadía de Bath (restauradas).

Las bóvedas resultan ser los únicos elementos que muestran carácter novedoso, aunque estas novedades resultan ser más decorativas que realmente estructurales. Las bóvedas de los primeros tiempos del gótico fueron sexpartitas, a las que siguieron las cuatripartitas. Desde mediados del siglo XIV los arquitectos experimentaron nuevas soluciones, aumentando el número de nervios secundarios, dando lugar a bóvedas mucho más decorativas, como las de tercelete, las de nervios combados, etc., pero siendo todas variaciones de la bóveda de crucería, de formas estrelladas.

#### La bóveda de abanico
Mientras en el resto de Europa se experimenta con la bóveda de forma estrellada, antes mencionada, en Inglaterra aparece ahora la bóveda de abanico, propia del siglo XV inglés. Siguen las mismas pautas estructurales de las bóvedas europeas, pero son mucho más decorativas. Se componen de un taco de carga, que actúa como capitel, un conoide, que es el que distribuye las cargas, y un plafón, por donde los nervios proliferan, creando redes decorativas. En la existencia de las bóvedas de abanico se distinguen tres fases:
- La primera, se da desde finales del siglo XIV hasta 1420, y se limita a espacios pequeños. Surgen en el condado de Gloucester, en el claustro de su catedral.
- El segundo período iría de 1420 a 1475, un período de crisis económica en Inglaterra, en el que las bóvedas se extienden, pero sin evolucionar.
- El último periodo, de 1475 a 1540, que será su período de esplendor. Son promovidas por los mecenas de la época, para las grandes arquitecturas que se construyen en el momento, como un elemento de lujo decorativo, y que está ligado a los lugares más dignos, más santos, especialmente a las capillas funerarias. El mayor ejemplo de bóveda de abanico será la bóveda del King's College de Cambridge, con 12 metros de luz. Las bóvedas de abanico se sitúan dentro de ese concepto del estilo perpendicular, que propone una decoración en forma de malla, de paneles que recubren todo el interior del edificio.

Las primeras experiencias se hicieron totalmente en piedra, pero el resultado era muy pesado, y muchas de esas primeras bóvedas se cayeron, por lo que las posteriores se hacían a base de paneles de madera y yeso, mucho más ligeros, e incluso se colocaban elementos de quita y pon, como remates decorativos en las claves, o elementos que colgaban.

### Pilar
El pilar también será un elemento que evolucione durante este período, hacia unas formas más verticales, como un auténtico haz de columnas, con pilastras adosadas convertidas en baquetones, muy adelgazados y estilizados, que harán del pilar fasciculado, el resultante, el más usado durante el siglo XV. El pilar helicoidal también se usará en las salas capitulares de monasterios, y en habitaciones de planta centralizada. El pilar pierde el capitel con formas arcaicas, y se convierte en una línea de imposta de presencia testimonial.

### Arco
Los arcos también evolucionan, siempre de manera decorativa. Se abandona casi en su totalidad el uso de los arcos de medio punto, y se potencian los usos de los arcos más decorativos, el conopial, el ojival, el polilobulado, el carpanel, etc.. Como elementos decorativos surgen los pináculos, que se colocan casi en cualquier lugar, y, si son más grandes, pasan a ser tabernáculos. Las frondas, redes decorativas de elementos vegetales son también otro elemento muy típico del siglo XV, junto con los gabletes, un elemento decorativo para ensalzar el arco.

### Planta
En cuanto a las plantas, no aparecen nuevas tipologías, sólo se potencian tipologías existentes, como la hallenkirche (planta de salón), planta que será muy útil, ya que deja espacio entre los contrafuertes para las capillas funerarias, y será muy usada en las plantas monacales, porque da cabida a más fieles. La cabecera se convierte en la zona más importante del templo, en esta época se tiran muchas cabeceras anteriores y se reconstruyen, quedando como resultado iglesias macrocéfalas. En iglesias con recursos más limitados se hacen cabeceras a base de formas poligonales, polilobuladas, pero de manera mucho más sencilla, sin girola.
Nace también ahora una nueva organización del espacio interior. El gótico moderno se había caracterizado por las teorías de la mística de la luz, que pierden su influencia radicalmente en este período. Se empiezan a hacer cabeceras más oscuras, se cubren las ventanas, todo por el nacimiento de los retablos, al principio de forma tímida, pero poco a poco irán convirtiéndose en el lugar para el adoctrinamiento de los fieles, llegando a tener formas monumentales e imbricarse con la arquitectura, creando híbridos entre arquitectura y escultura. Son el lugar para la colocación de la iconografía, cuando antes se limitaba a los grupos escultóricos en las fachadas. La luz pasa a un segundo plano, y aparecerán espacios delante de los retablos para poder ser contemplados, así como crece la importancia de ver al sacerdote gesticular mientras se dirige a los fieles, por lo que el altar y los púlpitos se elevan sobre la nave, todo por influencia de las herejías religiosas que tanto furor causaron en esa época. De esta forma, se podía controlar mejor a los fieles.

### Torres, chapiteles y agujas
Las agujas y las torres se popularizan durante este período, y muchos edificios ya terminados añaden estos elementos, para ensalzar y dar empaque, para 'vestir a la moda' el templo. Los cuadernos de dibujos fueron los que difundieron estas ideas; sobre fachadas de origen francés se añaden pináculos y agujas, propios de la arquitectura nórdica. (Aparición del Libro de los pináculos) Hay distintos tipos, que se construyen sobre base octogonal o cuadrada; poseen ventanas muy caladas, para dar iluminación, y rematan con formas vegetales. Ejemplos en las catedrales de Friburgo y Estrasburgo con remates calados, con tracerías.

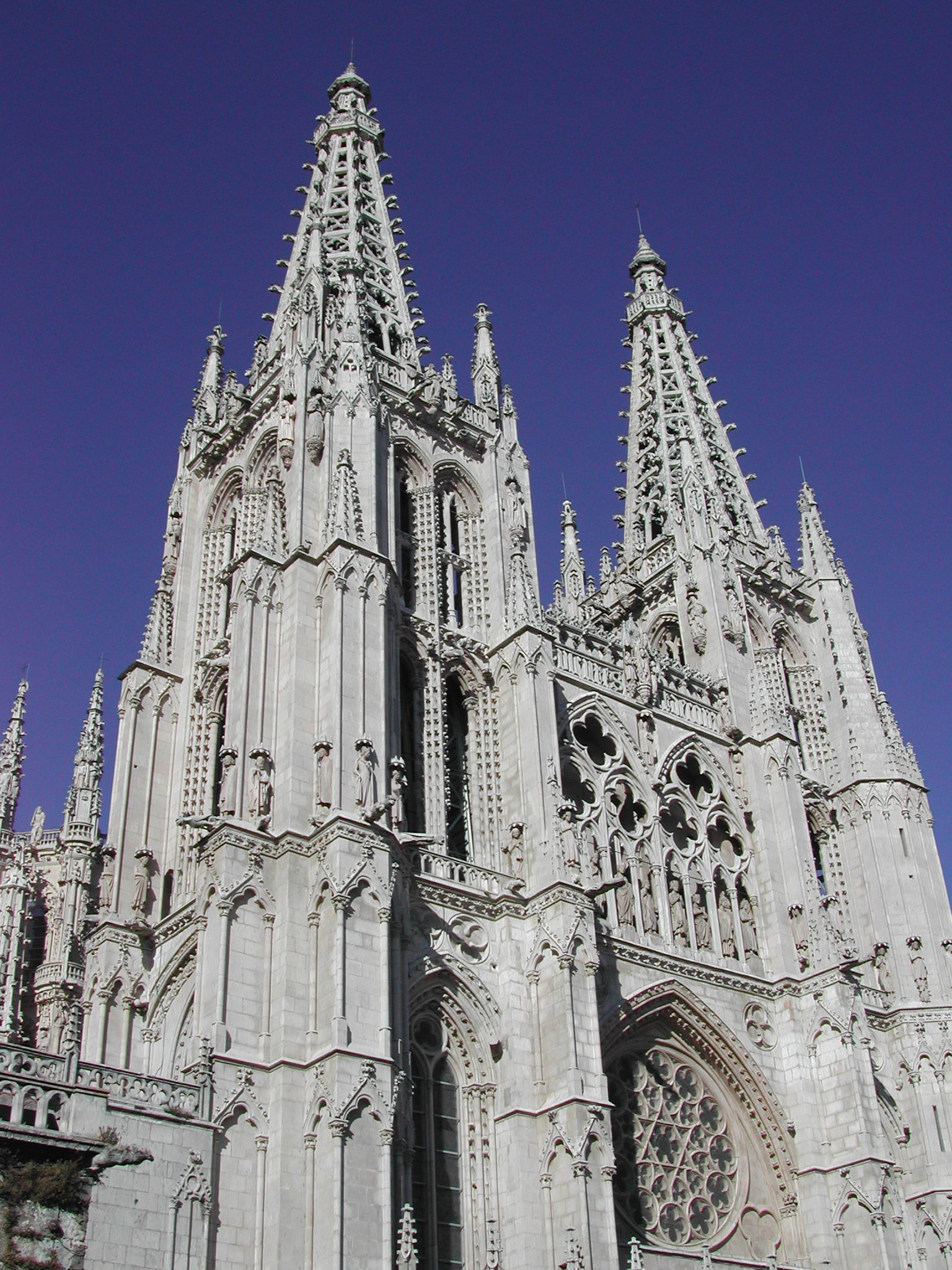
Imagen de la Catedral de Burgos.

En España éstas formas se introducen primero en los remates de la Catedral de Burgos. El obispo de Burgos, Alonso de Cartagena había viajado por el norte de Europa y había visto las torres caladas en las iglesias y catedrales del Norte, por lo que llamará a Juan de Colonia en 1442 para rematar las torres, con un elemento que se superpone a la obra anterior, y que será imitado posteriormente en las catedrales de León, Oviedo, Toledo, etc. e influirá en las que se construyen en esa época, como la de Astorga. Son torres de base octogonal, y de 70 metros de altura, que estuvieron rematadas por esculturas de San Pedro y San Pablo, retiradas en el siglo XVIII.

## Finalización de proyectos
En este período se finalizan muchos de los proyectos que se habían dejado inconclusos, aunque el leit motiv serán las capillas funerarias. De todas formas, también ser harán proyectos nuevos, muy vanguardistas, como las catedrales de Milán o Toledo, que serán una síntesis de todas las ideas del período.
El siglo XIV había sido un siglo de crisis, pero el siglo XV tanto la economía como la demografía volvieron a crecer, volviendo los pueblos a tener dinero para terminar las obras artísticas que habían dejado inconclusas. Se terminarán en esta época fachadas de los pies, fachadas del crucero, etc., usando los elementos decorativos antes mencionados.
Francia va a perder durante este período el papel preponderante, en favor de España y los Países Bajos. Se termina la fachada de la Catedral de Saint-Gathien de Tours, que había sido iniciada en el siglo XIII. No es ninguna innovación, será un fachada de tres calles con dos torres, una idea que ya provenía del westwerk carolingio. La decoración se vuelve casi una labor de orfebre. Importancia de los gabletes, elemento triangular que se superpone al arco, enmarcándolo; el uso de tabernáculos y pináculos. El espacio dedicado anteriormente al programa iconográfico desaparece casi, dedicándose a las arquivoltas. En los tímpanos aparecen motivos vegetales y tracerías, ya no hay un grupo escultórico. En el cuerpo central, un gran rosetón de tracería, que se oculta en parte por los pináculos y los gabletes.
Otra fachada que se remata ahora es la fachada de la Catedral de Saint-Etienne de Toul, siguiendo un esquema parecido al de Tours, en tres calles, y con muchos elementos flamígeros decorativos.
En torno a París trabajaron en sl siglo XV los Chambiges (Pierre Chambiges y Martin Chambiges), una familia de arquitectos que y participaron en la construcción de numerosas fachadas de catedrales, como la del transepto de la Catedral de Saint-Étienne de Sens, terminada en el siglo XV, aunque empezada en el XIII. El muro se perfora casi totalmente con un gran rosetón de tracerías, del gótico radiante, Se disponen contrafuertes prismáticos. La fachada de la iglesia de Saint-Maclou de Ruan por su parte, se escapa al planteamiento de fachada armónica de tres calles y dos torres, y se sitúa más cercana al concepto del 'gótico barroco' del que ya hemos hablado. Tiene cinco vanos, y pilares adelantados, formando un pórtico semicircular. Todo es decoración, a base de gabletes y pináculos.
Las formas del gótico flamígero se introducen en España empezando por el Reino de Aragón, posteriormente pasando a Castilla, con Burgos como el primer ejemplo. El estilo se introduce por los nuevos arquitectos que son traídos desde Europa por los obispos y reyes. Hay dos generaciones, la de los arquitectos foráneos que llegan a la península ibérica, con formación francesa, como Guillem Sagrera, Jusquin de Utrecht o Hanequin de Bruselas. La segunda generación serán los hijos de estos arquitectos, ya nacidos en tierras hispanas, pero de formación europea, por ejemplo Juan Guas o los hermanos Egas.